# Barry Hawkins
Barry Hawkins (Ditton, Inglaterra, 23 de abril de 1979) es un jugador de snooker británico, ganador de cuatro títulos de ranking.
Su carrera profesional arrancó en 1996 y, desde entonces, se ha hecho con cuatro torneos. Asimismo, ha logrado en dos ocasiones el 147, el break máximo. Ha participado en todas las fases finales del Campeonato Mundial desde que llegó al Crucible Theatre por primera vez en 2006. En la edición de 2013 llegó a la final, en la que cayó derrotado contra el que era vigente campeón, Ronnie O'Sullivan.